# Microdon neavei
Microdon neavei är en tvåvingeart som först beskrevs av Mario Bezzi 1915.  Microdon neavei ingår i släktet myrblomflugor, och familjen blomflugor.
Artens utbredningsområde är Kenya. Inga underarter finns listade i Catalogue of Life.